# 約翰·麥克利蘭
約翰·麥克利蘭（英語：John McClelland，1955年12月7日—），出生在貝爾法斯特，是一名前北愛爾蘭足球員及足球領隊，司職後衛，現正擔任列斯聯主場艾蘭路球場的導遊。

## 球會
麥克利蘭曾經效力波達丹、卡迪夫城和班戈城，先後代表這三支球隊贏得威爾斯盃亞軍，其後轉投曼斯菲，後來格拉斯哥流浪以9萬英鎊轉會費將他買入，協助球隊贏得蘇格蘭聯賽盃及兩次蘇格蘭足總盃亞軍。
1984年11月，麥克利蘭以22.5萬英鎊的轉會費加盟屈福特，在他效力的五年間，曾經兩度獲選為屈福特年度最佳球員。其後，他轉投列斯聯，並贏得改制英超前的最後一屆甲級聯賽冠軍。效力列斯聯期間，但曾經先後被外借至前球會屈福特和諾士郡。
在球員生涯尾聲，麥克利蘭曾經在聖莊士東擔任球員兼領隊，其後輾轉效力過阿博斯 、加域克流浪、 韋甘比、伊奧維和達寧頓。他的足跡遍布英倫四島，以及英格蘭每一級別的聯賽。

## 國家隊
麥克利蘭曾經代表北愛爾蘭出戰1982年世界盃和1986年世界盃，總共代表北愛上陣53次。他自1986年世界盃後開始擔任隊長，直至1990年退役為止。

### 國際賽入球
| # | 日期          | 地點               | 對手   | 入球 | 結果 | 競賽                   |
| - | ------------- | ------------------ | ------ | ---- | ---- | ---------------------- |
| 1 | 1983年3月30日 | 北愛爾蘭貝爾法斯特 | 土耳其 | 2–0  | 2–1  | 1984年歐洲國家盃外圍賽 |

## 外部連結
- John McClelland, Post War English & Scottish Football League A – Z Player's Database